# 海鯤號潛艇
海鯤軍艦（SS-711）是中華民國台灣國際造船所建造的第一艘潛艦，亦是海鯤級首艦，2023年9月28日命名，服役後將隸屬於中華民國海軍二五六戰隊。
海鯤號任務是阻截中國人民解放軍海軍艦隊進入太平洋，避免台灣週圍海域遭到包圍封鎖或突破封鎖，亦如前級劍龍級般負責伏擊中國人民解放軍海軍艦隊。海鯤號2023年9月28日下水命名，10月1日起展開泊港測試（HAT），2025年6月17日出海測試（SAT），依照合約11月海軍交艦。

## 名稱
中華民國海軍的潛艦命名方式，為「海」字加上一個字的生物名，其中生物名不僅限於海洋生物之通稱俗名，如「海龍」、「海虎」，海鯤號的鯤字，取自《莊子》內篇《逍遙遊》：「北冥有魚，其名為鯤，鯤之大，不知其幾千里也。化而為鳥，其名為鵬，鵬之背，不知其幾千里也」，帶有神祕難以掌握的意涵，期許意涵甚深，而「鯤海」、「鯤島」同時也是古代臺灣的雅稱。關於本艦之英文譯名，在中華民國官方媒體中央通訊社英文版新聞與時任總統蔡英文的社群貼文中皆以「Narwhal」（一角鯨）表記。

## 歷史

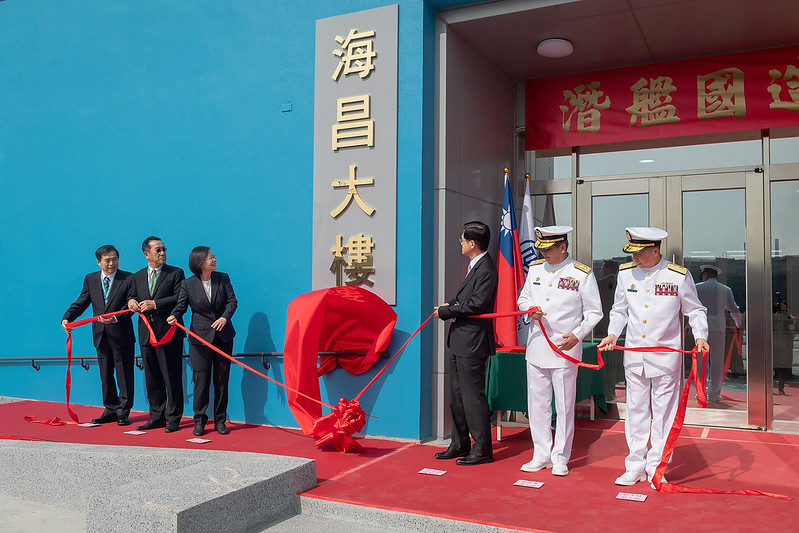
海昌大樓，潛艦設計與行政大樓

### 潛艦自主計畫
2015年7月1日，「海星小組」恢復運作。8月31日，國防部編列《2016年度國防預算書》，其中包含新臺幣5億餘元預算案，並估計投入約30億台幣，在5年内完成「潛艦國造第一階段合約設計」。
2016年5月20日蔡英文總統上任後，拔擢李喜明、黃曙光兩位海軍上將，為建造潛艦預做人事準備。6月20日，海軍公布規劃的12項造艦案規劃，當中包括「自製防禦潛艦」。8月1日，臺船成立「臺船潛艦發展中心」，由臺船董事長擔任中心召集人，臺船總經理擔任中心副召集人，臺船副總經理擔任中心主任，以配合蔡英文政府力推「國艦國造、潛艦國造」政策。
2017年3月21日，國防部、中科院、台船等單位簽署備忘錄。3月23日啟動潛艦設計工作。
2018年4月7日，美國國務院公告「行銷核准證」，同意美國廠商提供技術協助，同年國防部編列預算493億6,170萬9,000元進第2階段原型艦籌建。

### 開工建造
2019年5月9日，臺船高雄廠舉行潛艦建造廠房動土典禮，總統蔡英文、總統府秘書長陳菊、行政院副院長陳其邁、國防部長嚴德發、台船董事長鄭文隆等人出席。
2020年7月5日，臺船高雄廠已完成高45公尺的潛艦建造專用廠房，7月進行各項建造潛艦設備的安裝工程，11月24日海鯤號於臺船高雄廠海昌大樓舉行開工典禮。
2021年3月16日，國防部長邱國正於立法院證實紅區裝備皆已獲得美國輸出許可。11月16日，台船舉行安放海鯤艦龍骨典禮。

### 命名
2023年9月28日，舉行命名下水典禮，由時任蔡英文總統主持典禮，並親自擔當擲瓶夫人，為「海鯤軍艦」頌命名詞及進行下水擲瓶儀式，國安會秘書長顧立雄、潛艦國造召集人黃曙光、國防部長邱國正、高雄市長陳其邁、海軍司令唐華、美國在台協會孫曉雅處長、韓國代表部代表李殷鎬、日本台灣交流協會副代表岡島洋之及台船公司董事長鄭文隆等出席。2023年10月1日，在中信八號浮塢進行泊港測試。

### 測試
2024年2月26日，海鯤號移出海昌工廠，由中信造船集團的八號浮動船塢運載至台船的乾塢進行預備傾測試驗，以驗證潛艦的配重設計。此次移動作業過程僅包覆螺旋槳，使得民眾與媒體首次能拍攝艦艏與側掃聲納細節。調整好配重後將進入第二階段泊港測試，安裝電池與光電桅桿等設備之後將進行動力系統、空調與維生系統、戰鬥系統、武器系統等測試，全部通過後才能出海。
2025年6月17日，海鯤艦駛出高雄港外，進行第一次海上測試。
2025年6月26日，海鯤艦進行第二次海上測試。
2025年7月3日，海鯤艦進行第三次海上測試。

## 艦歷
預計2025年11月交船。
預計2025年服役。

## 支援與後勤平台
海鯤號逃生平台：依據美軍潛艦救援規範設計，經美方專業技師審核，深海救援時美軍可48小時內將救援系統運抵台灣協助搶救。為了確保潛艦官兵執行任務安全與配合後續潛艦量產計畫，軍方將打造具有深海救援能量的潛艦救難艦。